# Maurice Halbwachs
Maurice Halbwachs (Reims, 11 de março de 1877 — Buchenwald, 16 de maio de 1945) foi um sociólogo francês da escola durkheimiana. Escreveu uma tese sobre o nível de vida dos operários, e sua obra mais célebre é o estudo do conceito de memória coletiva, que ele criou.
Na École Normale Supérieure, em Paris, estudou filosofia com Henri Bergson, o qual o influenciou enormemente. Lecionou em vários liceus antes de viajar à Alemanha em 1904, onde estudou na Universidade de Gottingen. Retornou à França em 1905, onde encontrou Émile Durkheim e se interessou por sociologia. Reuniu-se ao conselho editorial do Année Sociologique, onde trabalhou com François Simiand editando a seção de economia e estatística. Em 1909, voltou à Alemanha para estudar marxismo e economia em Berlim.
Durante a Primeira Guerra Mundial, Halbwachs trabalhou no Ministério da Guerra. Logo após o fim da guerra, ele tornou-se professor de sociologia e pedagogia na Universidade de Strasbourg. Manteve a posição por uma década. Foi professor visitante por um ano na Universidade de Chicago. Em 1935 foi chamado para a Sorbonne, onde ensinou sociologia, trabalhou com Marcel Mauss e foi editor dos Annales de Sociologie, o jornal que sucedeu o Année Sociologique. Em 1944, ele recebeu uma das maiores honrarias da França, uma cátedra de psicologia social no Collège de France. Desde muito tempo socialista, Halbwachs foi detido pela Gestapo após a ocupação nazista de Paris e deportado para Buchenwald, onde foi morto num campo de concentração nazista na Alemanha em 1945.

## Memória
A autora Marieta de Moraes Ferreira afirma que, de acordo com Halbwachs, a memória envolve uma relação entre a repetição e a rememoração. Importa porém ressaltar que, ao analisar a repetição das memórias, Halbwachs observou que ela ocorre juntamente com a sua revisão. Outro ponto relevante de sua pesquisa é a afirmação de que a memória coletiva depende do poder social do grupo que a detém. Nesse sentido, na rememoração, as imagens do passado não seriam lembradas como de fato aconteceram, e sim de acordo com as forças sociais do presente. Essa contribuição fornece elementos para a elaboração de uma história das comemorações. Ao pesquisar as imagens nas quais os atores históricos representam seu mundo, os historiadores podem identificar as estruturas da imaginação coletiva e o poder do grupo social que as criou.

## Obras
- A Memória Coletiva. Centauro: 2011.
- Morfologia Social. Edições 70: 2010.

espanhol
- Las Classes Sociales. Fondo de Cultura; 1970.

inglês
- On Collective Memory, Chicago, The University of Chicago Press, 1992
- The Collective Memory, New York, Harper & Row Colophon Books, 1980, 182 pages

francês
- Les Cadres Sociaux de la Mémoire, Paris, Presses UniverFsitaires de France, 1952, originally published in Les Travaux de L'Année Sociologique, Paris, F. Alcan, 1925.
- La Mémoire Collective, Paris, Presses Universitaires de France, 1950